# 마크 핑커스
마크 핑커스(Mark Pincus, 1966년 2월 13일~)는 온라인 소셜 네트워크 게임 징가의 최고경영자이다. 미국 시카고에서 태어나, 펜실베이니아 대학교의 와튼 스쿨을 졸업했다. 그 뒤, 벤처 캐피털 등에서 일하다가 하버드 비즈니스 스쿨 MBA를 수료했다.

## 기본정보
1966년 2월 13일, 미국 시카고에서 태어나 펜실베이니아 대학교 와튼 스쿨에서 경제학을 전공했다. 졸업 후, 투자은행 라자드 프레러스에서 금융 애널리스트로 일하다 홍콩의 아시안 캐피털 파트너스라는 벤처 캐피털에서 2년 간 부사장으로 지냈다.
이후, 미국에 돌아와 하버드 경영대학원 MBA 과정을 마치고 텔레커뮤니케이션(현 AT&T 케이블)에서 사업 개발 매니저로 취직했다. 그가 28살인 입사 1년 만에 컬럼비아 캐피털의 부사장으로 자리를 옮겨 미디어 및 소프트 웨어 신생기업 투자를 결정하는 일을 했다.
29살인 1995년에 마크 핑커스는 창업을 결정했고, 프리로더라는 인터넷 기반의 푸시기술 기업을 설립했다. 프리로더는 회사 설립 7개월 만에 한 개인에게 3800만 달러에 팔렸고, 인터넷 기반의 첫 푸시기술 기업으로 가치를 인정받았다.
이후 핑커스는 샌프란시스코로 이주해 약 1년을 백수로 지내며 실리콘밸리에서 일하는 사람들을 많이 사귀었다.
1997년, 두 번째 창업 회사로 소프트웨어 공급업체인 서포트닷컴을 설립했다. 이는 2000년에 상장해 이름을 서포트소프트로 변경했다. 하지만, 이번에는 서포트소프트에 투자한 벤처 캐피털과 갈등이 생겨 지분을 매각하고, 경영에서 손을 뗐다.
핑커스가 37살인 2003년에 그의 세 번째 회사, 트라이브(Tribe)를 설립했다. 트라이브는 소셜 네트워크 기업 중 하나였으나 결국 경영에 실패하여 2006년에 핵심 플랫폼을 시스코 시스템즈에 팔았다.
트라이브를 매각하고 나서 핑커스가 쉬면서 구상한 사업이 온라인 소셜 게임 징가다. 징가는 페이스북의 애플리케이션 게임업체로 출발해 현재는 여러 소셜 미디어 사이트에 게임을 제공하고 있다. 징가라는 이름은 핑커스가 기르던 불독 이름에서 따왔다. 징가는 설립된지 3년이 채 되지 않아 8억 5000만 달러의 매출액과 4억 달러의 순익을 거두었다.

## 학력
미국 시카고에서 태어나 시카고 린컨 파크 주변에서 성장했다. Francis W. Parker School에서 유치원부터 고등학교 12학년까지 모두 재학했다. 1984년에 고등학교를 졸업했다. 이후, 펜실베니아 대학교 와튼 스쿨에서 경제학 학사과정을 밟고, 하버드 비즈니스 스쿨의 MBA과정을 수료했다.

## 경력
마크 핑커스는 펜실베니아 대학교에서 경제학을 졸업 후, Lazard Freres & Co.에서 금융 애널리스트로 2년 동안 일했다. 그 후, 그는 홍콩으로 건너가 Asian Capital Partners에서 2년 동안 부사장으로 지냈다.
그는 미국으로 돌아와 하버드 경영대학원의 MBA과정을 밟았고, 1992년에는 베인앤드컴퍼니의 서머 애소시에트(Summer Associate)로 일했다.

## 가족
부인 앨리 핑커스(Ali Pincus)와 결혼해 쌍둥이 딸을 뒀다. 부인 역시 '원 킹스 레인(One Kings Lane)'이라는 홈 데커레이션 사이트의 창업자이다.

## 징가
징가(Zynga)는 마크 핑커스가 4번 째로 창업한 온라인 소셜 게임으로, 그에게 가장 큰 성공을 안겨 준 벤처 사업이다. 2007년 7월에 Zynga Inc.으로 시작해 현재까지 최고경영자(CEO) 자리를 맞고 있다. 징가는 마크 핑커스가 키우고 있는 불독의 이름으로, 카일 스튜어트(Kyle Stewart), 스캇 데일(Scott Dale), 존 도어(John Doerr)와 함께 사업을 시작했다. 징가는 페이스북을 포함한 소셜 네트워크를 활용한 소셜 게임으로, 현재 약 25,000만 명의 이용자를 확보하고 있다. 징가가 개발한 대표적인 게임으로는 시티빌(CityVille), 팜빌(FarmVille), 프론티어빌(FrontierVille), 마피아 워(Mafia Wars), 징가 포커(Zynga Poker), 카페 월드(Café World), 트레저 아이슬(Treasure Isle), 요빌(YoVille), 피시빌(FishVille), 펫빌(PetVille) 등이 있다. 징가는 현재 웹 상에서 가장 큰 소셜 네트워크 게임으로 평가되고 있다.